# Teatro marmoreo

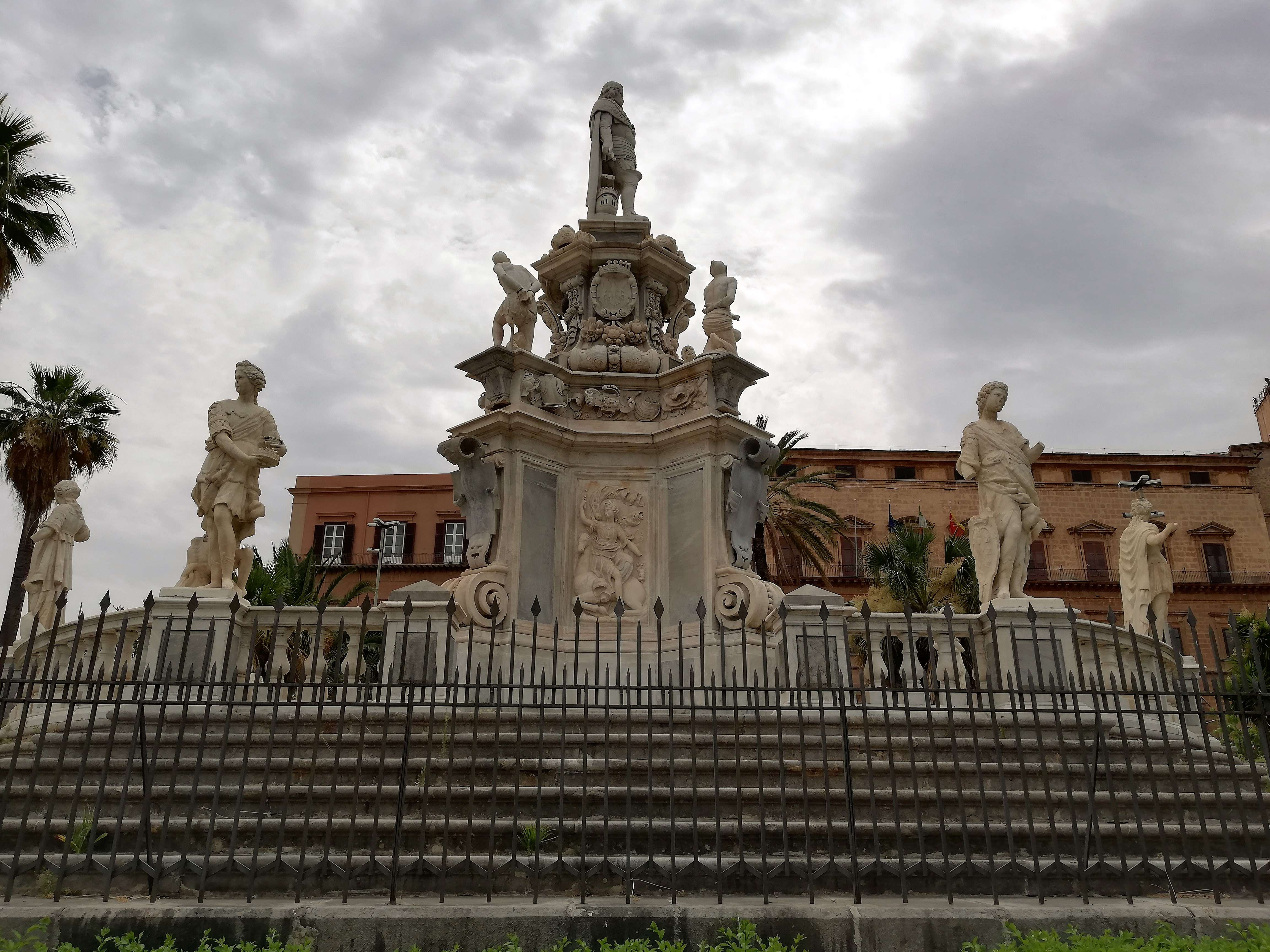
Fianco orientale

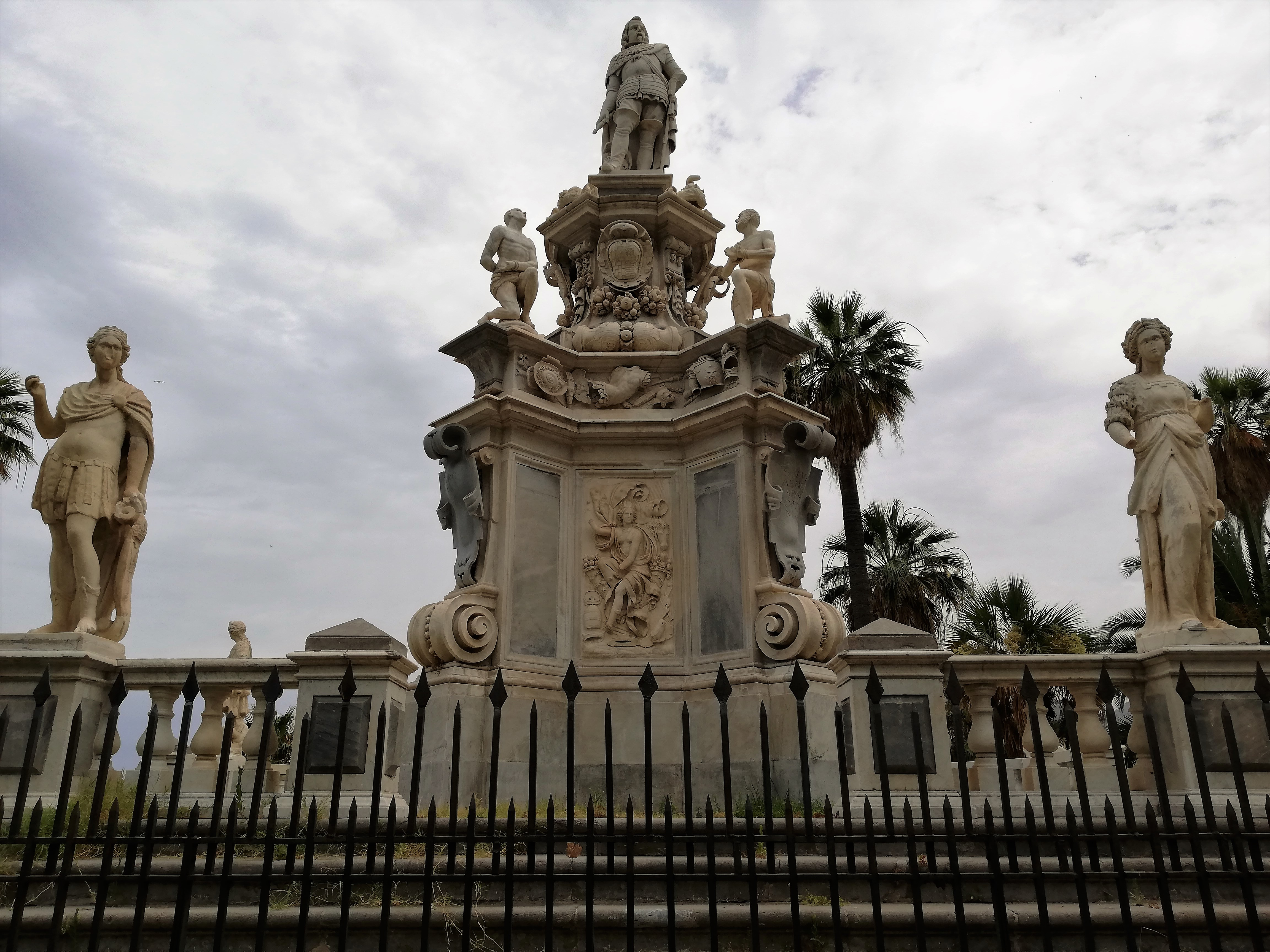
Fronte a settentrione

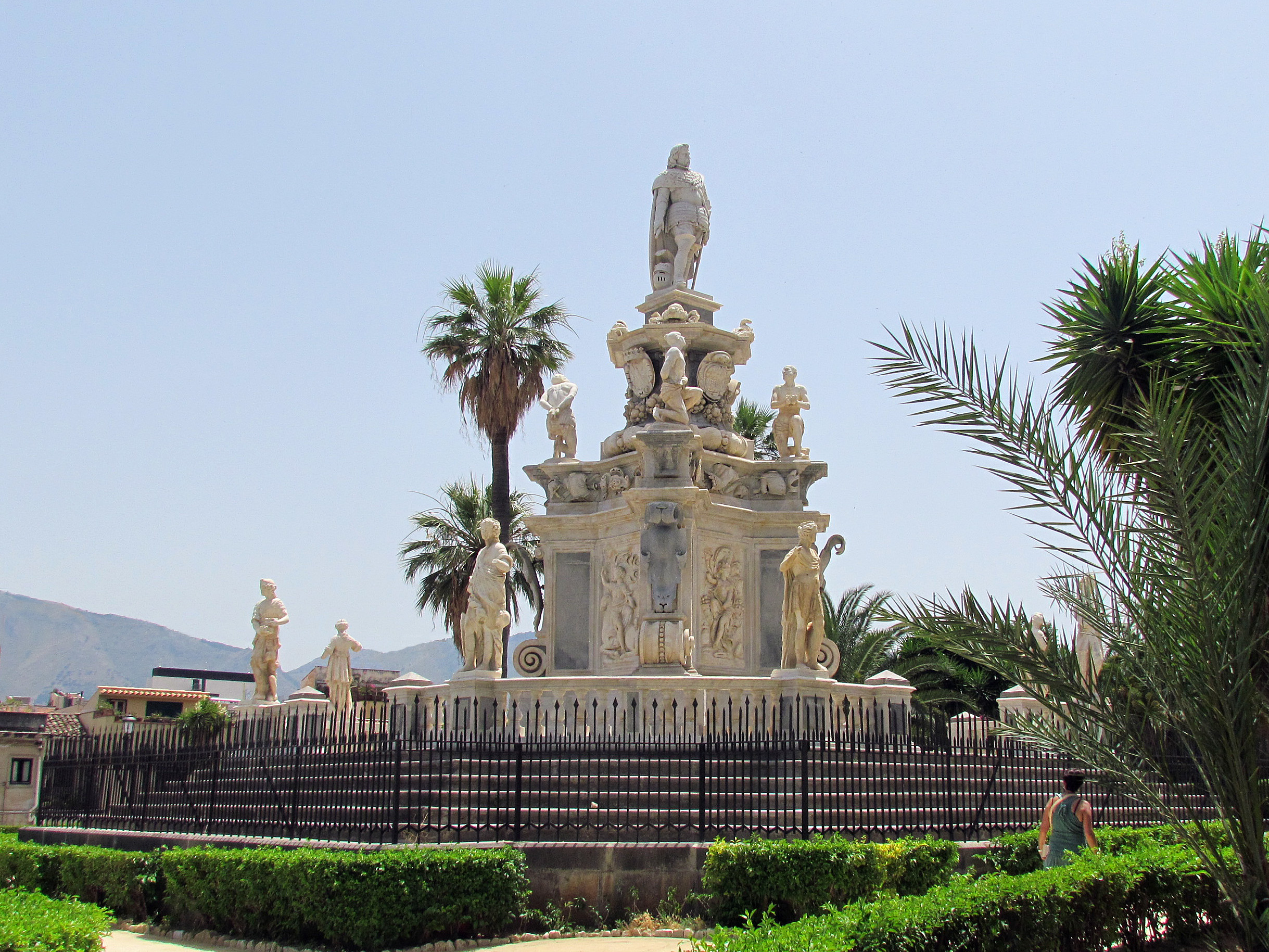
Teatro Marmoreo di Re Filippo V di Spagna

Il Teatro marmoreo è un monumento barocco della città di Palermo, eretto nel 1662 nella piazza antistante il Palazzo reale noto anche come Palazzo dei Normanni, oggi denominata Piazza del Parlamento.

## Descrizione
Si tratta di un gruppo scultoreo, opera dell'illustre scultore Gaspare Guercio, di Carlo D'Aprile e Gaspare Serpotta su un recuperato progetto di Pietro Novelli. Il monumentale manufatto fu realizzato per celebrare la gloria di Filippo IV d'Asburgo, re di Spagna e di Sicilia, detto Filippo il Grande e soprannominato il Re Pianeta in quanto i suoi possedimenti si estendevano per tutti i continenti del mondo allora conosciuti.
Il monumento piramidale - con base vagamente ottagonale - è formato da statue disposte in un'armoniosa composizione insieme a balaustre. Ai vertici del livello delle gradinate sono poste coppie di statue allegorie degli stati dominati e amministrati, la coppia corrispondente al fronte sul Cassaro a settentrione raffigura rispettivamente il Regno di Sicilia e la Castiglia e León, ad oriente la Lombardia e il Portogallo, a meridione la Sardegna e l'America, ad occidente dirimpetto il Palazzo dei Normanni, il Regno di Napoli e la Catalogna. L'opera è adornata da targhe e stemmi dei maggiori casati della Sicilia.
Intorno al piedistallo quadrato, sono disposte le raffigurazioni delle quattro parti del Terra esplorate e civilizzate a quei tempi (Europa, Asia, Africa e America), sulle quali il re di Spagna governava.
Sull'ultimo ordine di mensole le raffigurazioni di quattro sovrani rappresentati con sembianze di schiavi. Le figure genuflesse in atto di sottomissione rappresentano: il sultano di Granada, Moamad Babdelin (Abu 'Abd Allāh Muhammad) detto il Cicchito, il re di Tremisen della Mauritania Cesariense, il generale Capoulicano cacique supremo del Cile, ed il tiranno di Corralat del Mindanao.
Il manufatto subì un primo procedimento di restauro nel 1811, infatti il personaggio che sovrasta l'Europa fu reinterpretato dallo scultore Federico Siracusa. Seguono su scudi le armi del Viceré di Sicilia Ferdinando d'Ayala, conte d'Ayala, e quelle della Città di Palermo, e ancora fasce, basi, rilievi, fregi, cornici, gli altorilievi raffiguranti turbanti, scettri, ornamenti, dei personaggi debellati.
Alcuni degli elementi che compongono il monumento furono eseguiti da Luigi e Gaspare Serpotta e Luigi Geraci, con gusto decorativo tipicamente barocco.
Sulla sommità è documentata l'effige bronzea del sovrano, opera di Scipione Li Volsi. L'originaria statua di Filippo IV di Carlo D'Aprile andò distrutta durante la rivoluzione siciliana del 1848 e fu sostituita nel 1856 dalla statua attuale in marmo che rappresenta il re Filippo V di Spagna e fu eseguita da Nunzio Morello. Altre parti del monumento sono state sostituite nel XIX secolo.
Nel 2007 per le condizioni di degrado è scattato un provvedimento di sequestro da parte del tribunale di Palermo. Un ulteriore sequestro nel 2010 da parte dei vigili urbani per atti vandalici.